# قره‌داش (ماهنشان)
قره‌داش یکی از روستاهای استان زنجان است که در دهستان شهرستان پری بخش ماهنشان شهرستان ماهنشان واقع شده‌است.